# Morten Brock
Morten Pedersen Brock (Brok) (død 5. april 1591 på Barløsegård) var en dansk landsdommer.
Han var søn af Peder Mortensen Brock (død 1551) og Birgitte Henriksdatter Glob (død 1576) og skrev sig til Barløsegård. Han blev i 1571 landsdommer i Fyn og forlenet med Lyø.
Han var gift med Anne Jørgensdatter Skovgaard, men havde i dette ægteskab kun en datter, og derfor blev han slægten Brocks sidste mand. Han er begravet i Barløse Kirke.